# US Open 2022 (tennis)
De 142e editie van het US Open tennistoernooi werd gespeeld van 29 augustus tot en met 11 september 2022. Voor de vrouwen was dit de 136e editie van het Amerikaanse hardcourttoernooi. Het toernooi vond plaats in het USTA Billie Jean King National Tennis Center in de Amerikaanse stad New York. 
Op grond van een beslissing van de gezamenlijke internationale tennisbonden speelden deelnemers uit Rusland en Wit-Rusland zonder hun nationale kenmerken.

## Toernooisamenvatting
Daniil Medvedev was de titelverdediger bij het mannenenkelspel – in de vierde ronde werd hij uitgeschakeld door de Australiër Nick Kyrgios. Het toernooi werd gewonnen door de Spanjaard Carlos Alcaraz, die daarmee steeg naar de top van de wereldranglijst.
Bij de vrouwen was Emma Raducanu de titelverdedigster – zij strandde in de eerste ronde. De Poolse Iga Świątek won haar derde grandslamtitel, de eerste op hardcourt.
Het mannendubbelspel werd in 2021 gewonnen door Rajeev Ram en Joe Salisbury. Zij slaagden erin om hun titel te prolongeren.
Titelverdedigsters bij het vrouwendubbelspel waren Samantha Stosur en Zhang Shuai – tijdens deze editie van het US Open speelden zij evenwel niet samen. De zege werd bevochten door het Tsjechische duo Barbora Krejčíková en Kateřina Siniaková, dat hiermee hun zesde gezamenlijke grandslamtitel won.
In het gemengd dubbelspel waren Desirae Krawczyk en Joe Salisbury de titelhouders. De finale werd gewonnen door het Australische koppel Storm Sanders en John Peers.
De Nederlandse rolstoelvrouwen Diede de Groot en Aniek van Koot verdedigden met succes hun titel van het vorig jaar. De Groot won vervolgens ook de titel in het enkelspel, de vijfde op rij op het US Open – hiermee completeerde zij ook dit jaar een grand slam in het enkelspel.
Bij de rolstoelspelers in de categorie quad werd de dubbelspeltitel, net als het jaar ervoor, gewonnen door het Nederlandse duo Sam Schröder en Niels Vink. De dag erna won Vink de enkelspeltitel door zijn landgenoot in de finale te kloppen.

## Toernooikalender
Bron:
| US Open            | augustus 2022 | augustus 2022 | augustus 2022 | september 2022 | september 2022 | september 2022 | september 2022 | september 2022 | september 2022 | september 2022 | september 2022 | september 2022 | september 2022 | september 2022 |
| US Open            | maa 29        | din 30        | woe 31        | don 1          | vrĳ 2          | zat 3          | zon 4          | maa 5          | din 6          | woe 7          | don 8          | vrĳ 9          | zat 10         | zon 11         |
| ------------------ | ------------- | ------------- | ------------- | -------------- | -------------- | -------------- | -------------- | -------------- | -------------- | -------------- | -------------- | -------------- | -------------- | -------------- |
| mannenenkelspel    | 1e ronde      | 1e ronde      | 2e ronde      | 2e ronde       | 3e ronde       | 3e ronde       | 4e ronde       | 4e ronde       | kwartfinale    | kwartfinale    |                | halve finale   |                | finale         |
| vrouwenenkelspel   | 1e ronde      | 1e ronde      | 2e ronde      | 2e ronde       | 3e ronde       | 3e ronde       | 4e ronde       | 4e ronde       | kwartfinale    | kwartfinale    | halve finale   |                | finale         |                |
| mannendubbelspel   |               |               | 1e ronde      | 1e ronde       | 2e ronde       | 2e ronde       | 3e ronde       | 3e ronde       | kwartfinale    |                | halve finale   | finale         |                |                |
| vrouwendubbelspel  |               |               | 1e ronde      | 1e ronde       | 2e ronde       | 2e ronde       | 3e ronde       | 3e ronde       | kwartfinale    | kwartfinale    | halve finale   |                |                | finale         |
| gemengd dubbelspel |               |               |               | 1e ronde       | 1e ronde       | 2e ronde       | 2e ronde       | kwartfinale    | kwartfinale    | halve finale   |                |                | finale         |                |

## Kwalificatietoernooi (enkelspel)
Algemene regels – Aan het hoofdtoernooi (enkelspel) doen bij de mannen en vrouwen elk 128 tennissers mee. De 104 beste mannen en 104 beste vrouwen van de wereldranglijst die zich inschrijven, worden rechtstreeks toegelaten. Acht mannen en acht vrouwen krijgen van de organisatie een wildcard. Voor de overige ingeschrevenen resteren dan nog zestien plaatsen bij de mannen en zestien plaatsen bij de vrouwen in het hoofdtoernooi – deze plaatsen worden via het kwalificatietoernooi ingevuld. Aan dit kwalificatietoernooi doen nog eens 128 mannen en 128 vrouwen mee – er worden drie kwalificatieronden gespeeld.
Het kwalificatietoernooi werd gespeeld van dinsdag 23 tot en met vrijdag 26 augustus 2022.
De volgende deelnemers aan het kwalificatietoernooi wisten zich een plaats te veroveren in de hoofdtabel:

### Mannenenkelspel
1. Facundo Bagnis
2. Nuno Borges
3. Gijs Brouwer
4. Enzo Couacaud
5. Federico Delbonis
6. Daniel Elahi Galán
7. Christopher Eubanks
8. Norbert Gombos
9. Brandon Holt
10. Nicolás Jarry
11. Pavel Kotov
12. Tomáš Macháč
13. Maximilian Marterer
14. Alexander Ritschard
15. Wu Yibing
16. Zhang Zhizhen

Lucky losers
1. Hugo Grenier
2. Corentin Moutet
3. Fernando Verdasco

### Vrouwenenkelspel
1. Erika Andrejeva
2. Elina Avanesjan
3. Sára Bejlek
4. Cristina Bucșa
5. Clara Burel
6. Elisabetta Cocciaretto
7. Fernanda Contreras
8. Linda Fruhvirtová
9. Viktorija Golubic
10. Catherine Harrison
11. Léolia Jeanjean
12. Ashlyn Krueger
13. Viktória Kužmová
14. Linda Nosková
15. Darija Snihoer
16. Yuan Yue

Lucky losers
1. Kamilla Rachimova

### Belgen in het kwalificatietoernooi
Er waren twee vrouwelijke deelnemers:
1. Ysaline Bonaventure – tweede ronde, verloor van Moyuka Uchijima
2. Yanina Wickmayer – tweede ronde, verloor van Darija Snihoer

Twee mannen deden mee:
1. Zizou Bergs – laatste ronde, verloor van Zhang Zhizhen
2. Michael Geerts – eerste ronde, verloor van Stefano Travaglia

### Nederlanders in het kwalificatietoernooi
Er waren drie vrouwelijke deelnemers:
1. Arianne Hartono – tweede ronde, verloor van Clara Burel
2. Suzan Lamens – eerste ronde, verloor van Vitalia Djatsjenko
3. Lesley Pattinama-Kerkhove – laatste ronde, verloor van Ashlyn Krueger

Er deden twee mannen mee:
1. Gijs Brouwer – kwalificeerde zich voor het hoofdtoernooi
2. Jesper de Jong – laatste ronde, verloor van Federico Delbonis

## Belangrijkste uitslagen

### Regulier toernooi
Mannenenkelspel

Finale: Carlos Alcaraz (Spanje) won van Casper Ruud (Noorwegen) met 6-4, 2-6, 7-6, 6-3
Vrouwenenkelspel

Finale: Iga Świątek (Polen) won van Ons Jabeur (Tunesië) met 6-2, 7-6
Mannendubbelspel

Finale: Rajeev Ram (VS) en Joe Salisbury (VK) wonnen van Wesley Koolhof (Nederland) en Neal Skupski (VK) met 7-6, 7-5
Vrouwendubbelspel

Finale: Barbora Krejčíková (Tsjechië) en Kateřina Siniaková (Tsjechië) wonnen van Caty McNally (VS) en Taylor Townsend (VS) met 3-6, 7-5, 6-1
Gemengd dubbelspel

Finale: Storm Sanders (Australië) en John Peers (Australië) wonnen van Kirsten Flipkens (België) en Édouard Roger-Vasselin (Frankrijk) met 4-6, 6-4, [10-7]

### Junioren
Jongensenkelspel

Finale: Martín Landaluce (Spanje) won van Gilles-Arnaud Bailly (België) met 7-6, 5-7, 6-2
Meisjesenkelspel

Finale: Alexandra Eala (Filipijnen) won van Lucie Havlíčková (Tsjechië) met 6-2, 6-4
Jongensdubbelspel

Finale: Ozan Baris (VS) en Nishesh Basavareddy (VS) wonnen van Dylan Dietrich (Zwitserland) en Juan Carlos Prado Ángelo (Bolivia) met 6-1, 6-1
Meisjesdubbelspel

Finale: Lucie Havlíčková (Tsjechië) en Diana Sjnajder wonnen van Carolina Kuhl (Duitsland) en Ella Seidel (Duitsland) met 6-3, 6-2

### Rolstoeltennis
Rolstoelmannenenkelspel

Finale: Alfie Hewett (VK) won van Shingo Kunieda (Japan) met 7-6, 6-1
Rolstoelmannendubbelspel

Finale: Martín de la Puente (Spanje) en Nicolas Peifer (Frankrijk) wonnen van Alfie Hewett (VK) en Gordon Reid (VK) met 4-6, 7-5, [10-6]
Rolstoelvrouwenenkelspel

Finale: Diede de Groot (Nederland) won van Yui Kamiji (Japan) met 3-6, 6-1, 6-1
Rolstoelvrouwendubbelspel

Finale: Diede de Groot (Nederland) en Aniek van Koot (Nederland) wonnen van Yui Kamiji (Japan) en Kgothatso Montjane (Zuid-Afrika) met 6-2, 6-2
Quad-enkelspel

Finale: Niels Vink (Nederland) won van Sam Schröder (Nederland) met 7-5, 6-3
Quad-dubbelspel

Finale: Sam Schröder (Nederland) en Niels Vink (Nederland) wonnen van Robert Shaw (Canada) en David Wagner (VS) met 6-1, 6-2.